# Gilgamesh
Gilgamesh (tiếng Akkad: 𒀭𒄑𒂆𒈦, Gilgameš; tiếng Sumer nguyên bản: 𒀭𒉋𒂵𒈩, Bilgames) là một vị vua trong lịch sử của thành bang Uruk của Sumer cổ đại, và là một nhân vật anh hùng trong thần thoại Lưỡng Hà cổ đại, nhân vật chính của Sử thi Gilgamesh được viết bằng tiếng Akkad vào cuối thiên niên kỷ 2 trước Công nguyên. Ông có thể đã trị vì vào k. 2800 - 2500 TCN và được thần thánh hóa sau khi chết.
Ông trở thành một hình tượng lớn trong các truyền thuyết của người Sumer xuyên suốt Triều đại thứ ba của Ur (k. 2112 - k. 2004 TCN). Những câu chuyện về các chiến công thần thoại của Gilgamesh được kể lại trong năm bài thơ tiếng Sumer còn sót lại, sớm nhất trong số này có khả năng là bài thơ Gilgamesh, Enkidu và Thế giới cõi âm. Trong đó, Gilgamesh đến trợ giúp nữ thần Inanna xua đuổi những sinh vật nhiễm bệnh cho cây huluppu của bà. Bà thưởng cho ông hai vật gọi là mikku và pikku mà sau bị ông làm mất. Enkidu xuống Cõi âm để đi tìm chúng, sau khi quay về đã kể với Gilgamesh về nỗi thảm đạm ở Cõi âm. Bài thơ Gilgamesh và Aga mô tả cuộc nổi dậy của Gilgamesh chống lại vua Aga của Kish. Một bài thơ Sumer khác nhắc đến đến việc Gilgamesh đánh bại quái vật Huwawa và Thiên ngưu, và bài thơ thứ năm không còn nguyên vẹn mô tả cái chết và tang lễ của Gilgamesh.
Vào thời Babylon sau này, những câu chuyện này bắt đầu được chắp nối và liên kết lại. Bản Sử thi Gilgamesh tiêu chuẩn tiếng Akkad được biên soạn bởi một kinh sư có tên Sin-lēqi-unninni, có thể trong thời kì Trung Babylon (k.1600 - k.1155 TCN), tổng hợp từ những nguồn cổ hơn. Trong sử thi, Gilgamesh là một vị vua bán thần có sức mạnh siêu phàm. Ông kết bạn với Enkidu và cùng nhau đi phiêu lưu, đánh bại Humbaba (tương đương với Huwawa trong tiếng Đông Semit) và Thiên Ngưu Gugalanna, con bò thần do nữ thần Ishtar (tương đương với Inanna trong tiếng Đông Semit) cử đến để tàn phá Uruk sau khi Gilgamesh từ chối trở thành người tình của bà. Sau khi Enkidu chết vì sự trừng phạt từ các vị thần, Gilgamesh trở nên sợ hãi cái chết, và đến thăm nhà hiền triết Utnapishtim, người sống sót sau trận Đại hồng thủy, với hy vọng tìm kiếm sự bất tử. Sau khi liên tục thất bại trong các thử thách đi tìm sự bất tử, Gilgamesh trở về Uruk và nhận ra rằng sự bất tử nằm ngoài tầm tay của con người.
Hầu hết các nhà sử học cổ điển đều đồng ý rằng Sử thi Gilgamesh có một ảnh hưởng đáng kể đến cả Iliad và Odyssey, hai thiên sử thi được viết bằng tiếng Hy Lạp cổ đại trong thế kỷ thứ tám trước Công nguyên. Sử thi Gilgamesh được tìm ra trong tàn tích Thư viện Ashurbanipal vào năm 1849. Sau khi được phiên dịch vào đầu những năm 1870, nó đã gây nên một cuộc tranh cãi lớn do sự tương đồng giữa một số phần của nó và Kinh thánh Hebrew. Gilgamesh vẫn được tương đối ít người biết đến cho đến giữa thế kỷ 20, nhưng từ cuối thế kỷ 20 trở đi, ông bắt đầu trở thành một hình tượng nổi bật trong văn hóa hiện đại.

## Nhân vật lịch sử
Hầu hết các nhà sử học đồng ý rằng Gilgamesh là một vị vua có thật trong lịch sử thành bang Uruk của Sumer,, có thể trị vì vào khoảng đầu Sơ kỳ triều đại (k. 2900 - 2350 TCN). Vẫn chưa có phát hiện khảo cổ nào vào khoảng thời gian trên có nhắc đến Gilgamesh, nhưng vào năm 1955, Bản khắc Tummal được tìm thấy, bao gồm một đoạn văn bản ba mươi bốn dòng sử kí viết dưới thời trị vì của Vua Ishbi-Erra (k. 1953 - k. 1920 TCN), đã đưa ra thông tin đáng kể về triều đại của Gilgamesh. Bản khắc gán cho Gilgamesh việc xây dựng các bức tường thành của Uruk. Dòng thứ 11 đến 15 được dịch ra như sau:
Và lần thứ hai, Tummal lại suy tàn đổ nát,

Gilgamesh xây dựng Numunburra của Đền Enlil.

Ur-lugal, con trai của Gilgamesh,

Đưa Tummal trở lại thời huy hoàng,

Mang Ninlil về với Tummal.
Gilgamesh cũng được Vua Enmebaragesi của Kish, một nhân vật lịch sử nổi tiếng có thể sống gần thời kỳ của Gilgamesh, nhắc đến với tư cách một vị vua. Hơn nữa, Gilgamesh được liệt kê là một trong những vị vua của Uruk theo Danh sách Vua Sumer. Những mảnh vỡ của một văn bản sử thi được tìm thấy ở Me-Turan (Tell Haddad hiện đại) có nhắc đến đến việc người dân Uruk đã đổi dòng đoạn sông Euphrates đi qua Uruk để chôn cất Gilgamesh dưới đáy sông.

## Huyền thoại Lưỡng Hà

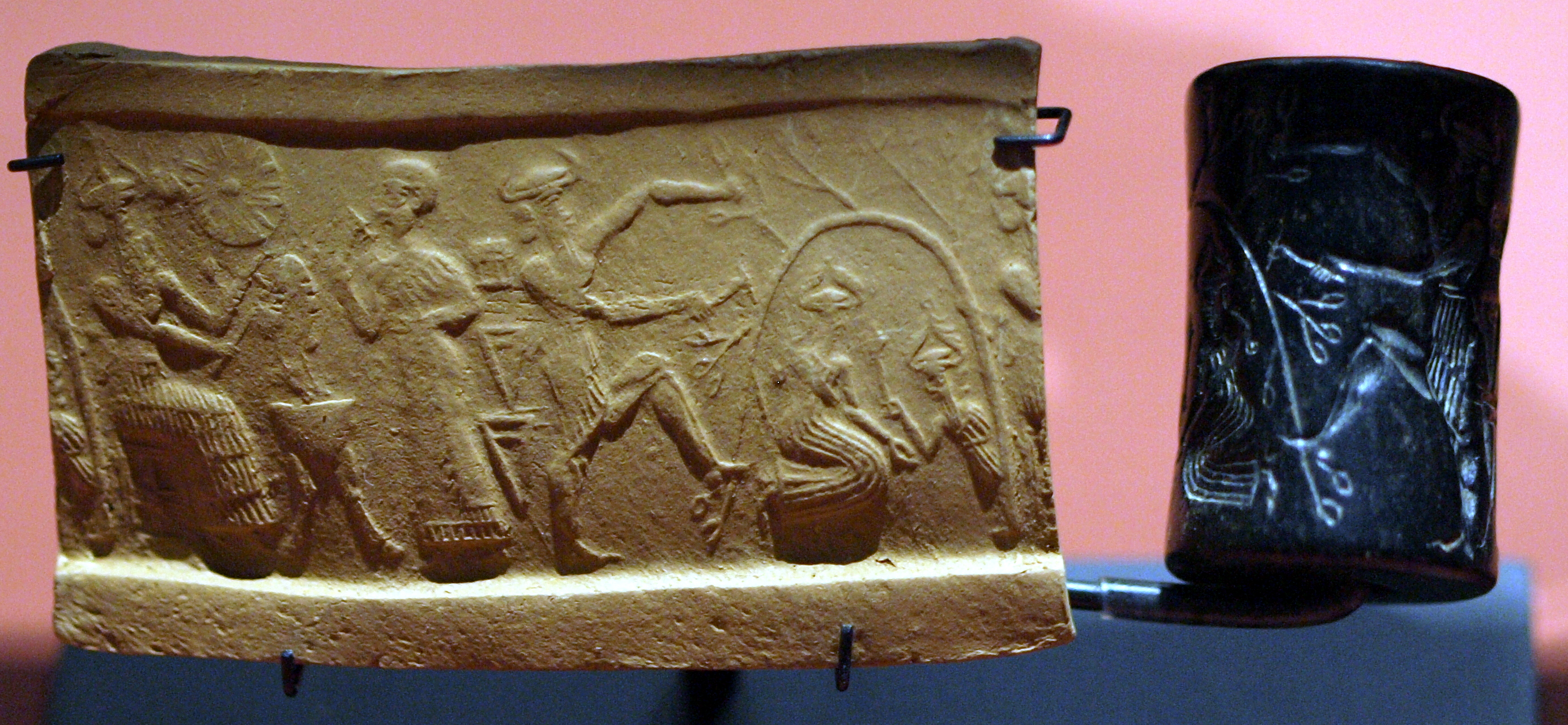
Ấn con dấu hình trụ Akkad từ Girsu (c. 2340-2150 TCN) cho thấy một cảnh trong thần thoại. Nhân vật ở trung tâm có vẻ là một vị thần, có thể là Gilgamesh, đang uốn thân cây xuống để chặt. Bên dưới gốc cây, một vị thần từ Địa ngục trao một vật giống như cây trượng cho một nữ thần.

### Các bài thơ Sumer
Vào cuối thời Sơ kỳ triều đại, Gilgamesh được thờ phụng như một vị thần tại nhiều địa điểm khác nhau trên khắp Sumer. Vào thế kỷ 20 trước Công nguyên, Utu-hengal, vua của Uruk, đã công nhận Gilgamesh là vị thần bảo trợ của mình. Các vị vua của Vương triều Ur thứ ba (k. 2112 - k. 2004 TCN) đặc biệt yêu thích Gilgamesh, gọi ông là "người anh em thần thánh" và "người bạn" của họ. Vua Shulgi của Ur (2029-1982 TCN) tuyên bố mình là con trai của Lugalbanda và Ninsun, và là anh em của Gilgamesh. Trong nhiều thế kỷ, có thể có sự thêm thắt dần dần các câu chuyện về Gilgamesh, một số có thể bắt nguồn từ các nhân vật lịch sử khác như Gudea, người trị vì Triều đại thứ hai của Lagash (2144-2124 TCN). Những lời cầu nguyện đến Gilgamesh ghi trong nhiều phiến đất sét được tìm thấy chỉ ra rằng Gilgamesh được coi như một phán quan của người chết ở Cõi âm.
Trong thời kì này, nhiều huyền thoại đã được xây dựng và phát triển xoay quanh Gilgamesh.:95 Hiện nay còn sót lại năm bài thơ kể về những chiến công thần thoại của Gilgamesh. Sớm nhất trong số này có lẽ là bài thơ Gilgamesh, Enkidu và Thế giới cõi âm. Trong đó, Gilgamesh đến trợ giúp nữ thần Inanna xua đuổi những sinh vật nhiễm bệnh cho cây huluppu của bà. Sau đó Innana tặng cho Gilgamesh hai vật gọi là mikku và pikku làm phần thưởng, nhưng sau đó ông lại làm mất. Enkidu tình nguyện xuống Cõi âm để đi tìm, nhưng vi phạm luật lệ dưới đó và bị kẹt lại. Đoạn tiếp theo nói về việc Enkidu kể cho Gilgamesh về nỗi thảm đạm ở Địa ngục.
Bài thơ Gilgamesh và Aga mô tả cuộc nổi dậy của Gilgamesh chống lại vua Aga của Kish. Gilgamesh và Huwawa nói về Gilgamesh và người hầu Enkidu, với sự giúp đỡ của năm mươi chiến binh từ Uruk, đánh bại Huwawa, quái vật canh gác Rừng tuyết tùng. Trong Gilgamesh và Thiên ngưu, Gilgamesh và Enkidu cùng nhau giết chết Thiên ngưu do nữ thần Ishtar/Inanna phái xuống để tấn công họ. Một bài thơ được gọi là Cái chết của Gilgamesh không còn lại đầy đủ dường như mô tả một lễ quốc tang, có thể nói về đám tang của Gilgamesh hoặc là Enkidu.

### Sử thi Gilgamesh

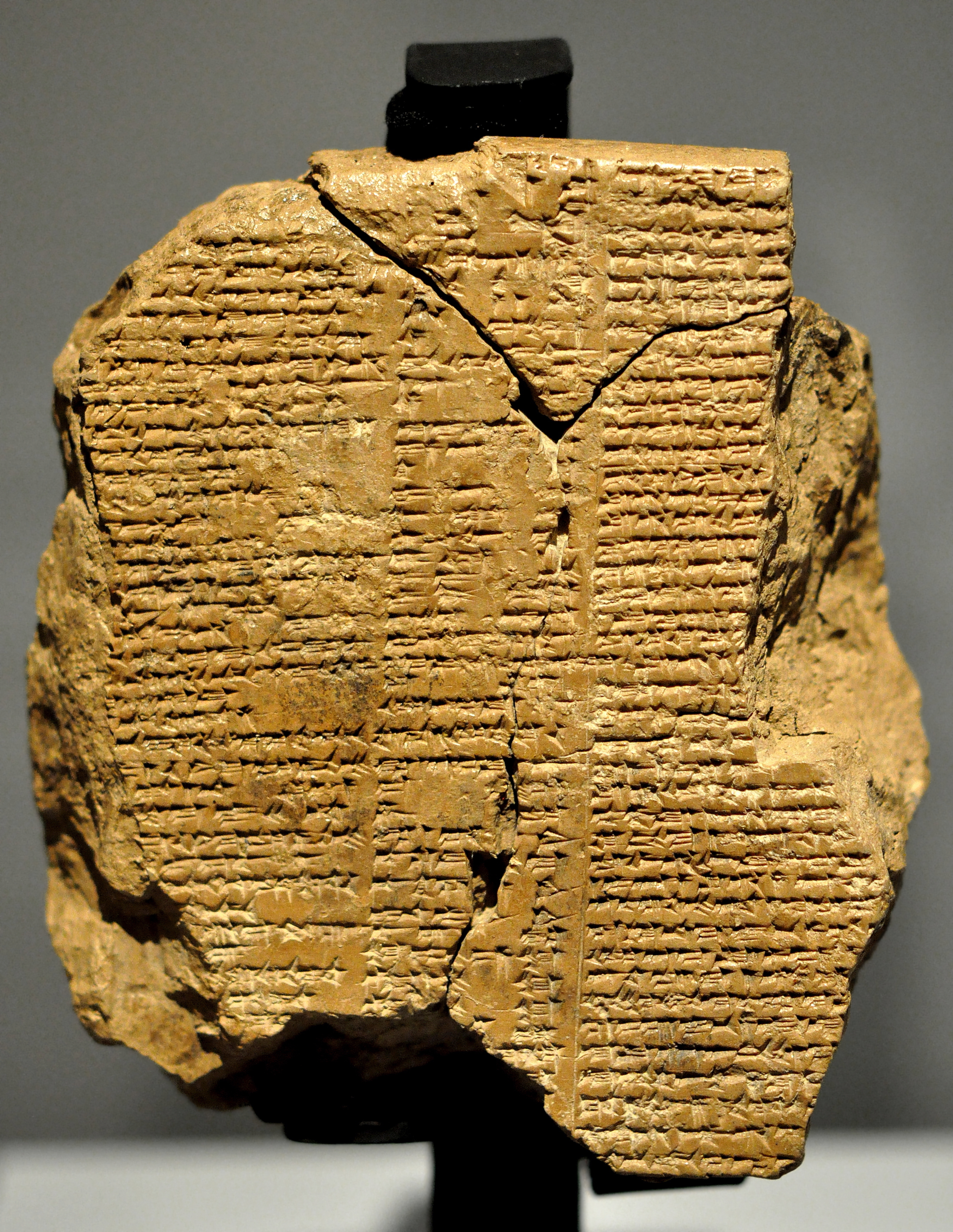
Phiến đất sét V của Sử thi Gilgamesh, Bảo tàng Sulaymaniyah, Iraq

Theo Kramer, cuối cùng "Gilgamesh đã trở thành anh hùng xuất chúng nhất của thế giới cổ đại. Một nhân vật phiêu lưu, can cảm nhưng bi kịch, tượng trưng cho những khát vọng phù phiếm nhưng vô vọng của con người đối với danh tiếng, vinh quang và sự bất tử". Vào thời kỳ Cổ Babylon (k. 1830 - k. 1531 TCN), những câu chuyện về các chiến công huyền thoại của Gilgamesh đã được ghép nối thành một hoặc một số trường ca. Sử thi Gilgamesh, tuyển tập đầy đủ nhất về những cuộc phiêu lưu của Gilgamesh, được biên soạn bằng tiếng Akkad trong thời kỳ Trung Babylon (k. 1600 - k. 1155 TCN) bởi một kinh sư tên là Sîn-lēqi-uninni. Phiên bản hoàn chỉnh nhất còn tồn tại của Sử thi Gilgamesh được ghi lại trên một bộ mười hai phiến đất sét có niên đại từ thế kỷ thứ bảy trước Công nguyên, được tìm thấy trong tàn tích Thư viện của Ashurbanipal ở thủ đô Nineveh của Assyria. Sử thi chỉ còn lại ở dạng các mảnh vỡ, nhiều mảnh bị thiếu hoặc hư hỏng.  Một số học giả và dịch giả chọn bổ sung những phần còn thiếu của sử thi bằng tư liệu từ các bài thơ Sumer trước đó hoặc từ các phiên bản khác của Sử thi Gilgamesh được tìm thấy tại các địa điểm khác trên khắp vùng Cận Đông.
Trong sử thi, Gilgamesh được giới thiệu là "hai phần ba thần thánh và một phần ba phàm nhân". Ở đầu bài thơ, Gilgamesh được mô tả là một vị vua bạo ngược. Vì thế, các vị thần tạo ra người hoang dã Enkidu từ bùn và đất sét để trừng phạt Gilgamesh. Enkidu được khai hóa sau khi gặp gỡ một nữ tư tế và tới Uruk để thách đấu Gilgamesh. Gilgamesh đã chiến thắng; tuy nhiên, hai người công nhận tài năng của nhau và trở thành bạn bè. Họ cùng nhau thực hiện một cuộc hành trình kéo dài sáu ngày đến Rừng tuyết tùng huyền bí, nơi họ giết chết Kẻ gác rừng, Humbaba Khủng khiếp và đốn hạ cây tuyết tùng linh thiêng. Nữ thần Ishtar muốn lấy Gilgamesh làm chồng nhưng ông từ chối. Cảm thấy bị sỉ nhục, nữ thần đã cử Thiên ngưu Gugalanna xuống để trừng phạt Gilgamesh. Ông và Enkidu giết chết Thiên ngưu, khiến cho các vị thần quyết định phán Enkidu tội chết.
Trong nửa sau của thiên anh hùng ca, đau đớn trước cái chết của người bạn thân, Gilgamesh quyết định thực hiện một hành trình dài và nguy hiểm để khám phá bí mật của cuộc sống vĩnh cửu. Ông lên đường đến thăm nhà hiền triết Utnapishtim, người sống sót sau trận Đại hồng thủy, với hy vọng tìm thấy câu trả lời cho sự bất tử. Sau khi liên tục thất bại trong các thử thách đi tìm sự bất tử, đến cuối cùng, ông nhận ra "Cuộc sống mà ngươi hằng kiếm tìm, ngươi sẽ không bao giờ tìm thấy. Vì khi các vị thần tạo ra con người, họ đã ban tặng cái chết kèm theo, và giữ lại sự sống cho riêng mình". Gilgamesh trở về Uruk trong cay đắng, và chỉ cho người lái đò Urshanabi xem thành phố với những bức tường thành khổng lồ của mình, khiến ông ta phải cất tiếng ca ngợi.

## Ảnh hưởng sau này

### Thời cổ đại
Sử thi Gilgamesh có ảnh hưởng đáng kể đến Iliad và Odyssey, hai sử thi tiếng Hy Lạp cổ đại trong thế kỷ thứ tám trước Công nguyên. Theo Barry B. Powell, một học giả cổ điển người Mỹ, những người Hy Lạp buổi đầu có lẽ đã tiếp xúc với các thần thoại truyền miệng của người Lưỡng Hà thông qua các mối liên hệ rộng rãi của họ với các nền văn minh của Cận Đông cổ đại và điều này dẫn đến các nét tương đồng giữa Sử thi Gilgamesh và sử thi Homer.
Trong cuộn kinh Qumran tên là Sách Người khổng lồ (k. 100 TCN), tên của Gilgamesh và Humbaba xuất hiện dưới dạng hai trong số những người khổng lồ, được kết xuất (ở dạng phụ âm) là glgmš và wbbyš. Những văn tự tương tự sau đó đã được người Mani giáo ở Trung Đông sử dụng và dạng tiếng Ả Rập Gilgamish/Jiljamish tồn tại như là tên của một con quỷ, theo giáo sĩ Ai Cập Al-Suyuti (k. 1500).

### Tái phát hiện thời hiện đại
Văn bản tiếng Akkad của Sử thi Gilgamesh được tái phát hiện lần đầu tiên vào năm 1849 sau Công nguyên bởi nhà khảo cổ học người Anh Austen Henry Layard, tại tàn tích Thư viện Ashurbanipal ở Nineveh.:95 Layard khi đó đang tìm kiếm bằng chứng để xác nhận tính lịch sử của các sự kiện được mô tả trong kinh Cựu Ước của Kitô giáo, vào thời điểm đó vốn được cho là bộ văn bản lâu đời nhất trên thế giới. Tuy nhiên, các cuộc khai quật của ông và những người khác sau đó đã hé lộ sự tồn tại của các văn bản Lưỡng Hà có niên đại sớm hơn nhiều và cho thấy nhiều câu chuyện trong Cựu Ước thực sự có thể bắt nguồn từ những huyền thoại trước đó lưu hành ở Cận Đông cổ đại. Bản dịch đầu tiên của Sử thi Gilgamesh được thực hiện vào đầu những năm 1870 bởi George Smith, một học giả tại Bảo tàng Anh,, người đã xuất bản câu chuyện Đại hồng thủy từ Phiến đất sét XI năm 1880 dưới tựa đề Phiên bản Chaldea của Sáng thế kí. Tên của Gilgamesh ban đầu được đọc sai thành Izdubar.
Ban đầu sự quan tâm đến Sử thi Gilgamesh hầu như chỉ tập trung vào câu chuyện về trận lụt từ Phiến đất sét XI. Câu chuyện lũ lụt thu hút sự chú ý lớn của công chúng và các cuộc tranh cãi học thuật, trong khi phần còn lại của sử thi hầu như bị bỏ qua. Sự quan tâm đến Sử thi Gilgamesh vào cuối thế kỷ 19 và đầu thế kỷ 20 phần lớn đến từ các quốc gia nói tiếng Đức, khi tranh cãi nổ ra về mối quan hệ giữa Babel und Bibel ("Babylon và Kinh thánh"). Vào tháng 1 năm 1902, nhà nghiên cứu Assyria học người Đức, Friedrich Delitzsch đã thuyết trình tại Nhạc viện Sing-Akademie zu Berlin trước Kaiser và Hoàng hậu, trong đó ông cho rằng câu chuyện Lũ lụt trong Sách Sáng thế được sao chép trực tiếp từ Gilgamesh. Bài thuyết trình của Delitzsch gây tranh cãi đến mức, đến tháng 9 năm 1903, ông đã nhận được 1.350 bài báo ngắn từ các tờ báo và tạp chí, hơn 300 bài dài hơn và hai mươi tám cuốn sách nhỏ phản hồi lại bài thuyết trình này, cũng như một bài thuyết trình khác về mối quan hệ giữa Bộ luật Hammurabi và Luật Mô-sê trong kinh Torah. Những bài báo này chỉ trích Delitzsch thậm tệ. Kaiser xa lánh Delitzsch và quan điểm cấp tiến của ông, và vào mùa thu năm 1904, Delitzsch buộc phải trình bày bài giảng thứ ba tại Cologne và Frankfurt am Main thay vì ở Berlin. Mối quan hệ giả định giữa Sử thi Gilgamesh và Kinh thánh Hebrew sau này trở thành một phần quan trọng trong lập luận của Delitzsch trong cuốn sách năm 1920-1921 của ông, Die Grosse Täuschung (Sự dối trá to lớn) , cho rằng Kinh thánh Hebrew bị "ô nhiễm" bởi ảnh hưởng Babylon và chỉ khi nào loại bỏ hoàn toàn Cựu Ước của con người, người Kitô giáo cuối cùng mới có thể tin vào thông điệp Aryan đích thực của Tân Ước.

### Cái nhìn hiện đại ban đầu

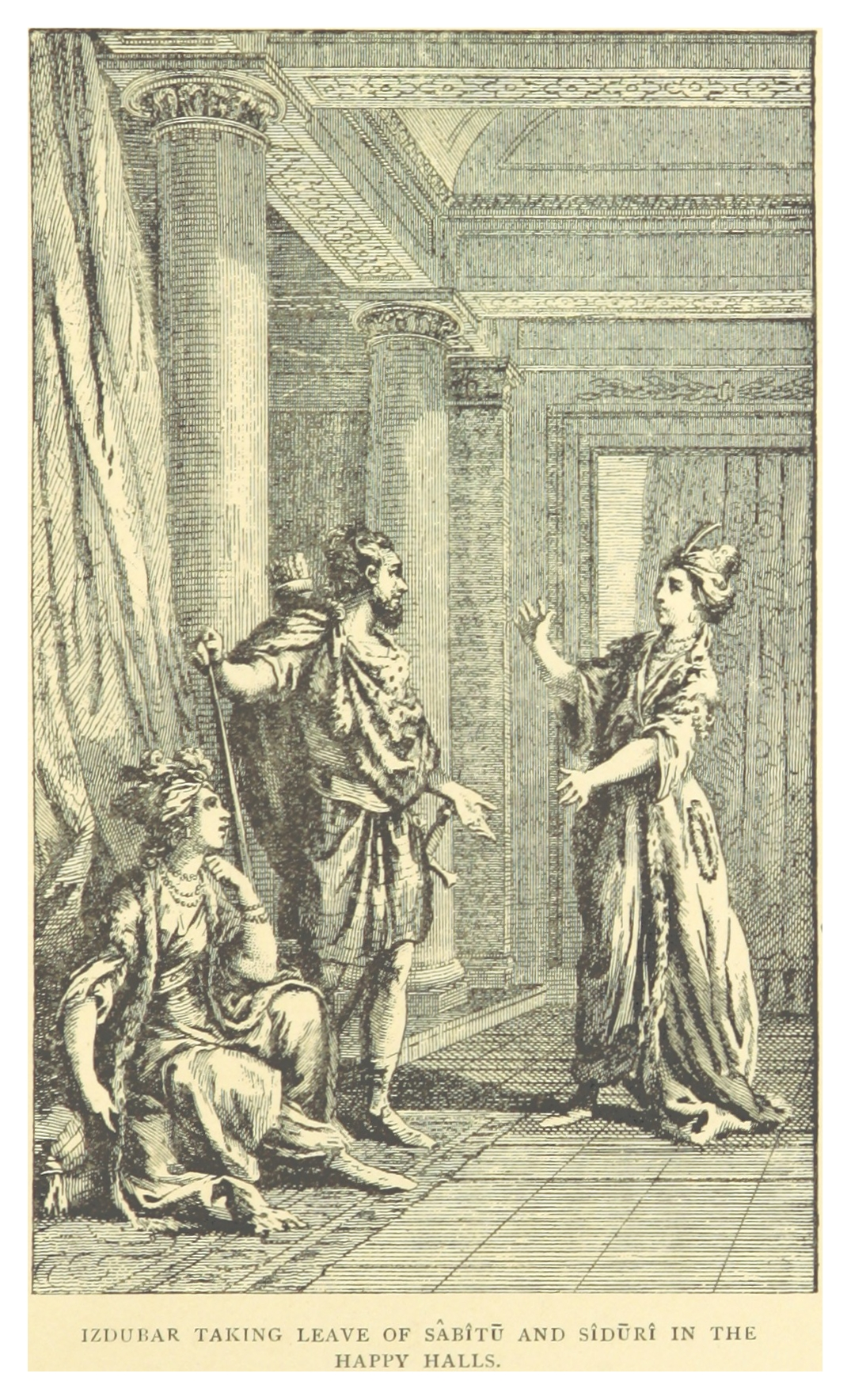
Minh họa Izdubar (Gilgamesh) trong một cảnh của bài thơ dài Ishtar và Izdubar (1884) của Leonidas Le Cenci Hamilton, tác phẩm chuyển thể văn học hiện đại đầu tiên của Sử thi Gilgamesh

Tác phẩm chuyển thể văn học hiện đại đầu tiên của Sử thi Gilgamesh là Ishtar và Izdubar (1884) của Leonidas Le Cenci Hamilton, một luật sư và doanh nhân người Mỹ. Hamilton có kiến thức sơ sài về tiếng Akkad, học được qua cuốn Ngữ pháp Assyria cho các mục đích đối chiếu năm 1872 của Archibald Sayce. Cuốn sách của Hamilton dựa phần nhiều vào bản dịch Sử thi Gilgamesh của Smith, nhưng cũng có những thay đổi lớn. Chẳng hạn, Hamilton đã bỏ qua câu chuyện lũ lụt nổi tiếng và thay vào đó tập trung vào mối quan hệ lãng mạn giữa Ishtar và Gilgamesh (Izdubar). Ishtar và Izdubar đã viết thêm từ khoảng 3.000 dòng gốc của Gilgamesh lên khoảng 6.000 dòng khớp nối vần được nhóm lại thành bốn mươi tám khổ. Hamilton đã thay đổi đáng kể hầu hết các nhân vật và thêm thắt vào những chi tiết hoàn toàn mới không có trong sử thi gốc. Chịu ảnh hưởng đáng kể bởi Thơ Rubaiyat của Omar Khayyam của Edward Fitzgerald và The Light of Asia của Edwin Arnold, nhân vật của Hamilton ăn mặc giống như người Thổ Nhĩ Kỳ vào thế kỷ 19 hơn là người Babylon cổ đại. Hamilton cũng thay đổi giọng điệu của sử thi từ "chủ nghĩa hiện thực nghiệt ngã" và "bi kịch đầy mỉa mai" của bản gốc thành một "sự lạc quan vui vẻ" chứa đầy "những tình yêu ngọt ngào và hòa hợp".
Trong cuốn sách năm 1904 của mình, Das Alte Testament im Lichte des alten Orients, nhà nghiên cứu Assyria người Đức Alfred Jeremias đã đánh đồng Gilgamesh với vua Nimrod trong Sách Sáng thế và cho rằng sức mạnh của Gilgamesh hẳn là đến từ mái tóc của ông, giống như anh hùng Samson trong Sách Thủ Lãnh, và rằng ông đã phải thực hiện Mười hai kì công giống như anh hùng Heracles trong thần thoại Hy Lạp. Trong cuốn sách năm 1906 của mình, Das Gilgamesch-Epose in der Weltliteratur, nhà Đông phương học Peter Jensen đã tuyên bố rằng Sử thi Gilgamesh là nguồn gốc của gần như tất cả các câu chuyện trong Cựu Ước, cho rằng Moses chính là "Gilgamesh của Sách Xuất hành, người cứu những đứa trẻ Israel khỏi chính xác tình trạng tương tự mà cư dân Erech phải đối mặt khi bắt đầu sử thi Babylon." Sau đó, ông tiếp tục tranh luận rằng Abraham, Isaac, Samson, David và nhiều nhân vật trong Kinh thánh khác đều không là gì hơn ngoài bản sao chính xác của Gilgamesh. Cuối cùng, ông tuyên bố rằng ngay cả Giêsu cũng "không gì khác ngoài Gilgamesh của người Do Thái. Không có gì ngoài một sự bổ trợ cho Abraham, Mose và vô số nhân vật khác trong truyện." Hệ tư tưởng này được gọi là chủ nghĩa Toàn Babylon và gần như ngay lập tức bị các học giả chính thống bác bỏ. Hermann Gunkel đã loại bỏ hầu hết điểm tương đồng mà Jensen chỉ ra giữa Gilgamesh và các nhân vật trong Kinh thánh, cho rằng Jensen đang gây giật gân vô căn cứ. Ông kết luận rằng Jensen và các nhà Assyria học khác như ông đã không hiểu được sự phức tạp của Cựu Ước và đã khiến các học giả nhầm lẫn với "những sai lầm dễ thấy và lệch lạc đáng kể".
Ở các nước nói tiếng Anh, góc nhìn học thuật thịnh hành trong đầu thế kỷ 20 khởi đầu từ giả thuyết của Nam tước Henry Rawlinson cho rằng Gilgamesh là một "anh hùng mặt trời", và 12 phiến đất sét sử thi đại diện cho 12 cung hoàng đạo Babylon. Nhà tâm lý học người Đức Sigmund Freud, dựa trên giả thuyết của James George Frazer và Paul Ehrenreich, đã nhìn nhận Gilgamesh và Eabani (cách đọc sai trước đó của Enkidu) là hình ảnh đại diện cho "con người" và "nhục cảm thô thiển". Ông so sánh họ với các cặp anh em khác trong thần thoại trên thế giới và kết luận: "Một người luôn yếu hơn người kia và chết sớm hơn. Trong Gilgamesh, mô típ lâu đời về cặp anh em bất bình đẳng này đại diện cho mối quan hệ giữa một người đàn ông và ham muốn tình dục của anh ta." Ông cũng xem Enkidu là đại diện cho nhau thai, "người em sinh đôi yếu hơn" chết yểu sau khi sinh. Bạn và học trò của Freud, Carl Jung, thường xuyên nhắc đến Gilgamesh trong tác phẩm đầu tay Symbole der Wandlung (1911-1912). Ông đã trích dẫn sự ham muốn của Ishtar đối với Gilgamesh như một ví dụ về ham muốn loạn luân của người mẹ đối với con trai mình, Humbaba là một ví dụ về một người cha áp bức mà Gilgamesh phải vượt qua, và chính Gilgamesh là một ví dụ về một người đàn ông quên đi sự phụ thuộc đối với vô thức và bị trừng phạt bởi các "vị thần", người đại diện cho nó.

### Trong văn hóa hiện đại
Trong những năm sau Thế chiến II, Gilgamesh, trước đây là một nhân vật mơ hồ chỉ được một số học giả biết đến, dần dần trở nên phổ biến với khán giả hiện đại. Đề tài hiện sinh của sử thi làm cho nó đặc biệt hấp dẫn đối với các tác giả Đức trong những năm sau chiến tranh. Trong cuốn tiểu thuyết hiện sinh năm 1947 của mình, Die Stadt hinter dem Strom, tác giả người Đức Hermann Kasack đã sử dụng các yếu tố trong sử thi để làm phép ẩn dụ về hậu quả của sự hủy diệt của Thế chiến II ở Đức, miêu tả thành phố bị ném bom Hamburg giống như Địa ngục đáng sợ mà Enkidu nhìn thấy trong giấc mơ của mình. Trong tác phẩm lớn của Hans Henny Jahnn, Dòng sông không bờ, (1949-1950), phần giữa của bộ ba tiểu thuyết xoay quanh một nhà soạn nhạc có mối quan hệ đồng tính hai mươi năm với một người bạn, phản chiếu hình ảnh của Gilgamesh và Enkidu, và kiệt tác của ông là một bản giao hưởng về Gilgamesh.

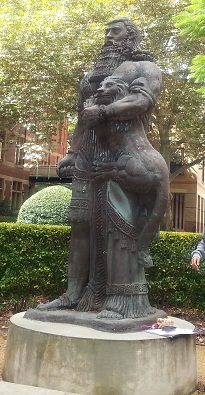
Một bức tượng hiện đại của Gilgamesh tại Đại học Sydney.

The Quest of Gilgamesh (Tạm dịch: Thử thách Gilgamesh), một chương trình phát thanh năm 1953 của Douglas Geoffrey Bridson, đã giúp sử thi trở nên phổ biến tại Anh. Tại Hoa Kỳ, Charles Olson đã ca ngợi sử thi trong các bài thơ và bài tiểu luận của mình và tin rằng nó chứa đựng những giá trị đạo đức cổ xưa có khả năng chữa khỏi những gì ông coi là suy đồi đạo đức thời hiện đại. Cuốn tiểu thuyết chuyển thể năm 1966 Gilgamesch của Guido Bachmann đã trở thành một tác phẩm kinh điển của "văn học đồng tính luyến ái" Đức và tạo nên một xu hướng văn học quốc tế dài hàng thập kỷ của mô tả Gilgamesh và Enkidu như những người yêu đồng tính. Xu hướng này phổ biến đến nỗi chính Sử thi Gilgamesh được đưa vào trong Tuyển tập văn học đồng tính Columbia (1998) như là tác phẩm đầu tiên của thể loại này. Trong những năm 1970 và 1980, các nhà phê bình văn học nữ quyền đã phân tích Sử thi Gilgamesh như cho thấy bằng chứng cho sự chuyển đổi từ chế độ mẫu hệ nguyên thủy sang chế độ phụ hệ hiện đại. Khi Phong trào Xanh lan rộng ở châu Âu, câu chuyện của Gilgamesh bắt đầu được nhìn nhận qua lăng kính bảo vệ môi trường, với cái chết của Enkidu tượng trưng cho sự xa rời của con người với thiên nhiên.
Theodore Ziolkowski, một nhà nghiên cứu văn học hiện đại, cho rằng "không giống như hầu hết các nhân vật khác từ thần thoại, văn học và lịch sử, Gilgamesh đã nổi lên như một thực thể tự thân hoặc đơn giản là một cái tên độc lập với bối cảnh sử thi mà ban đầu ông được biết đến. (Các ví dụ khác có thể kể đến như là Minotaur hoặc quái vật của Frankenstein.)" Sử thi Gilgamesh đã được dịch sang nhiều ngôn ngữ lớn trên thế giới  và trở thành một phần bắt buộc của chương trình văn học thế giới tại Mỹ. Năm 2000, một bức tượng Gilgamesh hiện đại của nhà điêu khắc người Assyria Lewis Batros đã được đặt tại Đại học Sydney ở Úc.
Bắt đầu từ cuối thế kỷ 20, Sử thi Gilgamesh bắt đầu được đọc trở lại ở Iraq. Saddam Hussein, cựu Tổng thống Iraq, có niềm đam mê mãnh liệt với Gilgamesh. Cuốn tiểu thuyết đầu tay của Hussein, Zabibah và nhà Vua (2000), là một câu chuyện ngụ ngôn về Chiến tranh vùng Vịnh lấy bối cảnh Assyria cổ đại pha trộn các yếu tố của Sử thi Gilgamesh và Nghìn lẻ một đêm. Giống như Gilgamesh, nhà vua ở phần đầu của cuốn tiểu thuyết là một bạo chúa tàn bạo đàn áp người dân của mình, nhưng, thông qua sự trợ giúp của một người phụ nữ thường dân tên Zabibah, ông đã trở thành một đức vua hiền minh. Khi Hoa Kỳ gây áp lực buộc Hussein phải từ chức vào tháng 2 năm 2003, Hussein đã có một bài phát biểu trước một nhóm các tướng lĩnh dưới quyền, so sánh mình với người anh hùng sử thi.
Năm 2004, Gilgamesh xuất hiện trong loạt visual novel của Nhật, Fate/stay night, cùng với các sản phẩm truyện tranh, Anime, light novel, trò chơi điện tử khác  sau này thuộc franchise Fate được phát triển bởi Type-Moon. Trong đó, nhân vật được xây dựng dựa trên truyền thuyết về Gilgamesh là một anh linh được triệu hồi để chiến đấu trong cuộc chiến giành Chén Thánh. Nhân vật này có biệt hiệu "Vua của Anh hùng", được cho là vị anh hùng cổ xưa nhất, và sở hữu bảo cụ Gate of Babylon, bảo tàng có chứa tất cả mọi vũ khí và báu vật nguyên bản trên thế giới.